# Tachyrhynchus pratomus
Tachyrhynchus pratomus är en snäckart som beskrevs av Dall 1919. Tachyrhynchus pratomus ingår i släktet Tachyrhynchus och familjen tornsnäckor. Inga underarter finns listade i Catalogue of Life.